# Винценбурги
Винценбургите или Виндбергите (на немски: Winzenburger, Windberg) са немска благородническа графска фамилия от Формбах и Винценбург в Долна Саксония.
Графската фамилия бързо се издига през първата половина на 12 век.
Граф Удо фон Глайхен-Райнхаузен е епископ на Хилдесхайм (1079 – 1114) и близък до император Хайнрих IV, който подарява на епископа 1086 г. бившия кралски пфалц Верла близо до Шладен със Залцгитер. Удо си построява там замък и взема името „von Schladen“. Замъкът е до 1353 г. собственост на графовете от Шладен. Той подарява замъка Винценбург на племенника си Херман I от Винценбург-Раделберг (* 1083; † 1122) от Винценбургите, роден на замъка Бург Виндберг в Бавария, син на графа на Формбах и Виндберг (Херман или Мегинхард) и съпругата му Матилда. Бащата на Херман I има собственост на Долен Ин и левия бряг на Дунав, майка му е от рода на графовете на Райнхаузен и има земи в Саксония и Тюрингия.
Баварският генерал Херман I е приятел и един от съветниците на император Хайнрих V. Той става първият ландграф на Ландграфство Тюрингия (1111/1112 – 1122), образувано 1111/1112 г. от Хайнрих V. Неговият син и наследник Херман II от Винценбург († 1152) е от 1123 г. маркграф на Майсен и ландграф на Тюрингия (1122 – 1130), но е свален през 1130 г. и владенията и титлата му били конфискувани. С неговата смърт родът измира по мъжка линия.